# Rufus-diszkográfia
Ez a szócikk az amerikai Rufus együttes diszkográfiája, mely 11 stúdióalbumot, 2 válogatás albumot, 1 live albumot, és 30 kislemezt tartalmaz.

## Stúdióalbumok
| 1973                                                                  | Rufus                      | 175 | 44 | —  | —  | —  |                  | ABC          |
| 1974                                                                  | Rags to Rufus              | 4   | 4  | —  | 23 | —  | - RIAA: Arany    | ABC          |
| 1974                                                                  | Rufusized                  | 7   | 2  | —  | 51 | 48 | - RIAA: Arany    | ABC          |
| 1975                                                                  | Rufus featuring Chaka Khan | 7   | 1  | 86 | 73 | —  | - RIAA: Arany    | ABC          |
| 1977                                                                  | Ask Rufus                  | 12  | 1  | —  | —  | —  | - RIAA: Platina  | ABC          |
| 1978                                                                  | Street Player              | 14  | 1  | —  | 13 | —  | - RIAA: Arany    | ABC          |
| 1979                                                                  | Numbers                    | 81  | 15 | —  | —  | —  |                  | ABC          |
| 1979                                                                  | Masterjam                  | 14  | 1  | —  | —  | —  | - RIAA: Platinum | MCA          |
| 1981                                                                  | Party 'Til You're Broke    | 73  | 24 | —  | —  | —  |                  | MCA          |
| 1981                                                                  | Camouflage                 | 98  | 15 | —  | —  | —  |                  | MCA          |
| 1983                                                                  | Seal in Red                | —   | 49 | —  | —  | —  |                  | Warner Bros. |
| "—" nem volt slágerlistás helyezés, vagy nem jelent meg az országban. |                            |     |    |    |    |    |                  |              |

## Live albumok
| Év   | Album                        | Legjobb slágerlistás helyezés | Legjobb slágerlistás helyezés | Legjobb slágerlistás helyezés | Kiadás       |
| Év   | Album                        | US                            | US R&B                        | UK                            | Kiadás       |
| ---- | ---------------------------- | ----------------------------- | ----------------------------- | ----------------------------- | ------------ |
| 1983 | Stompin' at the Savoy – Live | 50                            | 4                             | 64                            | Warner Bros. |

## Válogatás albumok
- The Very Best of Rufus featuring Chaka Khan (1982, MCA)
- Chaka Khan and Rufus - Maybe Your Baby (2008, Cugate Ltd.)

## Kislemezek
| 1970                                                                  | "Brand New Day"                                | —   | —  | —  | —  | —  | —  |               | nincs adat                         |
| 1971                                                                  | "Fire One, Fire Two, Fire Three"               | —   | —  | —  | —  | —  | —  |               | nincs adat                         |
| 1973                                                                  | "Slip 'n Slide"                                | 110 | —  | —  | —  | —  | —  |               | Rufus                              |
| 1973                                                                  | "Whoever's Thrilling You (Is Killing Me)"      | —   | 40 | —  | —  | —  | —  |               | Rufus                              |
| 1973                                                                  | "Feel Good"                                    | —   | 45 | —  | —  | —  | —  |               | Rufus                              |
| 1974                                                                  | "Tell Me Something Good"                       | 3   | 3  | —  | 64 | 21 | —  | - RIAA: Arany | Rags to Rufus                      |
| 1974                                                                  | "You Got the Love"                             | 11  | 1  | —  | —  | 21 | —  |               | Rags to Rufus                      |
| 1975                                                                  | "Once You Get Started"                         | 10  | 4  | 2  | —  | 14 | —  |               | Rufusized                          |
| 1975                                                                  | "Please Pardon Me (You Remind Me of a Friend)" | 48  | 6  | —  | —  | 75 | —  |               | Rufusized                          |
| 1975                                                                  | "Sweet Thing"                                  | 5   | 1  | —  | —  | 68 | —  | - RIAA: Arany | Rufus featuring Chaka Khan         |
| 1976                                                                  | "Dance Wit Me"                                 | 39  | 5  | —  | —  | 75 | —  |               | Rufus featuring Chaka Khan         |
| 1976                                                                  | "Jive Talkin'"                                 | —   | 35 | —  | —  | —  | —  |               | Rufus featuring Chaka Khan         |
| 1977                                                                  | "At Midnight (My Love Will Lift You Up)"       | 30  | 1  | 37 | —  | 57 | —  |               | Ask Rufus                          |
| 1977                                                                  | "Hollywood"                                    | 32  | 3  | —  | —  | 56 | —  |               | Ask Rufus                          |
| 1977                                                                  | "Everlasting Love"                             | —   | 17 | —  | —  | —  | —  |               | Ask Rufus                          |
| 1978                                                                  | "Stay"                                         | 38  | 3  | —  | —  | 44 | —  |               | Street Player                      |
| 1978                                                                  | "Blue Love"                                    | 105 | 34 | —  | —  | —  | —  |               | Street Player                      |
| 1979                                                                  | "Keep It Together (Declaration of Love)"       | 109 | 16 | —  | —  | —  | —  |               | Numbers                            |
| 1979                                                                  | "Ain't Nobody Like You"                        | —   | —  | —  | —  | —  | —  |               | Numbers                            |
| 1979                                                                  | "Do You Love What You Feel"                    | 30  | 1  | 5  | —  | —  | —  |               | Masterjam                          |
| 1980                                                                  | "Any Love"                                     | 102 | 24 | 5  | —  | —  | —  |               | Masterjam                          |
| 1980                                                                  | "I'm Dancing for Your Love"                    | —   | 43 | —  | —  | —  | —  |               | Masterjam                          |
| 1981                                                                  | "Tonight We Love"                              | —   | 18 | 64 | —  | —  | —  |               | Party 'Til You're Broke            |
| 1981                                                                  | "Hold on to a Friend"                          | —   | 56 | —  | —  | —  | —  |               | Party 'Til You're Broke            |
| 1981                                                                  | "Sharing the Love"                             | 91  | 8  | —  | —  | —  | —  |               | Camouflage                         |
| 1982                                                                  | "Better Together"                              | —   | 66 | 56 | —  | —  | —  |               | Camouflage                         |
| 1983                                                                  | "Take It to the Top"                           | —   | 47 | —  | —  | —  | —  |               | Seal in Red                        |
| 1983                                                                  | "Ain't Nobody"                                 | 22  | 1  | 6  | —  | —  | 8  | - BPI: Ezüst  | Stompin' at the Savoy – Live       |
| 1984                                                                  | "One Million Kisses"                           | 102 | 37 | 67 | —  | —  | 86 |               | Stompin' at the Savoy – Live       |
| 1989                                                                  | "Ain't Nobody" (7" Remix Edit)                 | —   | —  | 1  | —  | —  | 6  |               | Life Is a Dance: The Remix Project |
| "—" nem volt slágerlistás helyezés, vagy nem jelent meg az országban. |                                                |     |    |    |    |    |    |               |                                    |